# 穆拉里·斯里尚卡尔
穆拉里·斯里尚卡尔（英語：Murali Sreeshankar，1999年3月27日—），印度男子田径运动员，主攻跳远，2022年英联邦运动会男子跳远银牌得主、2023年亚洲田径锦标赛男子跳远银牌得主、2022年亚洲运动会男子跳远银牌得主。